# Moesa (Fluss)
Die Moesa ist ein 46 Kilometer langer linker Nebenfluss des Tessin in den Kantonen Graubünden und Tessin, er ist der Namensgeber der Region Moesa.
Sie entspringt auf der Alpe Moesola oberhalb des San-Bernardino-Passes, fliesst hinunter zur Passhöhe und speist dort beim Hospiz den Laghetto Moesola. Beim Dorf San Bernardino mündet als linken Nebenfluss der Ri de Fontanalba, der aus dem Val Vignun herabfliesst. Südlich des Dorfes durchfliesst die Moesa den Stausee Lago d’Isola, dann fliesst die Restwassermenge durch das Misox Richtung Roveredo, wo die Calancasca und die Traversagna einmünden. Auf einem Grossteil dieses Abschnitts führt die Autobahn A13 entlang der Moesa.
Bei Arbedo-Castione im Kanton Tessin mündet die Moesa in den Tessin. Die Moesa ist beliebt für Kajaktouren.
In ihrem Oberlauf, oberhalb des Dorfes San Bernardino, wurde die Moesa zwischen ca. 1820 und 1869 von der 30 Meter hohen Brücke Vittorio Emanuele überspannt.

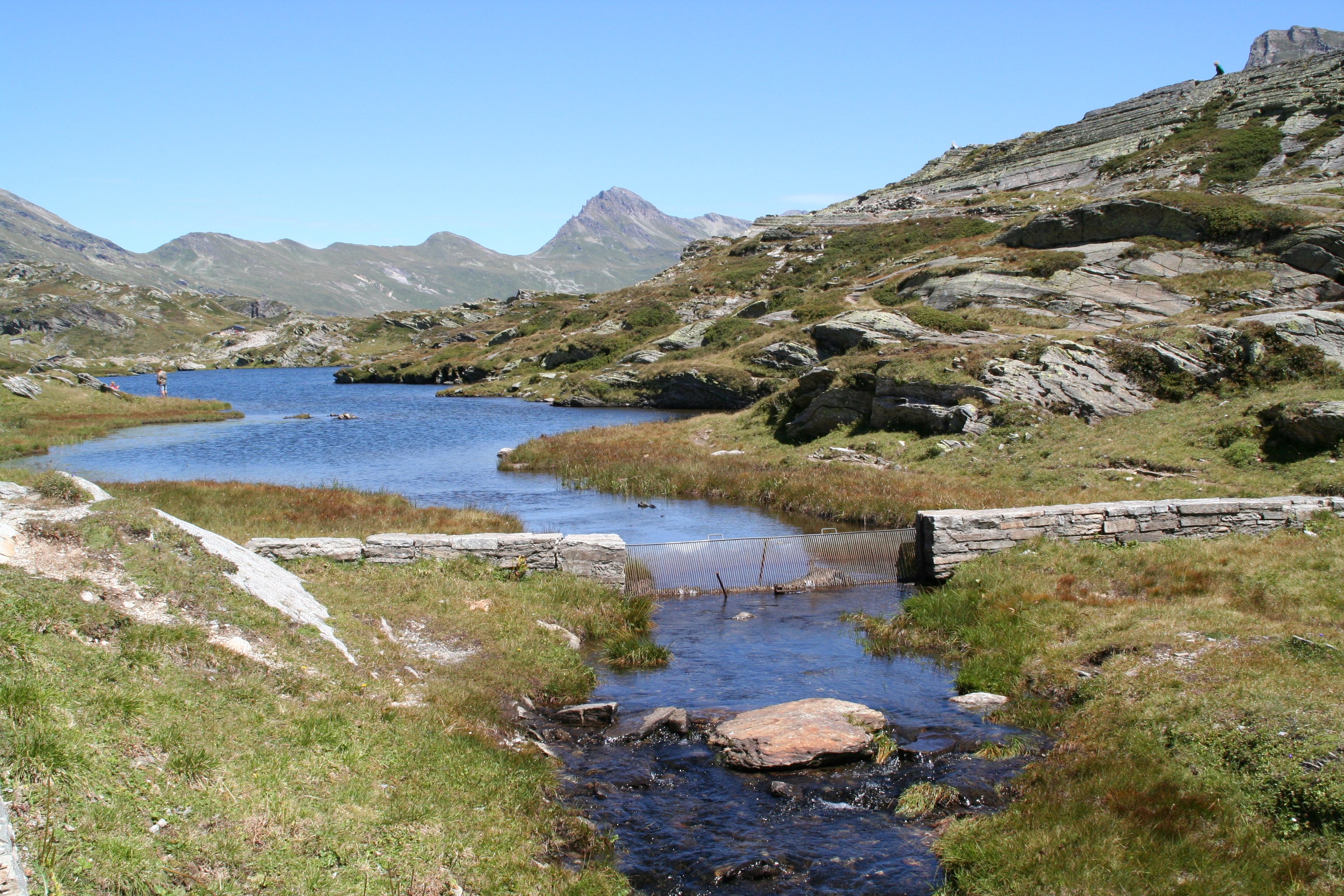
Ausfluss der Moesa aus dem Laghetto Moesola
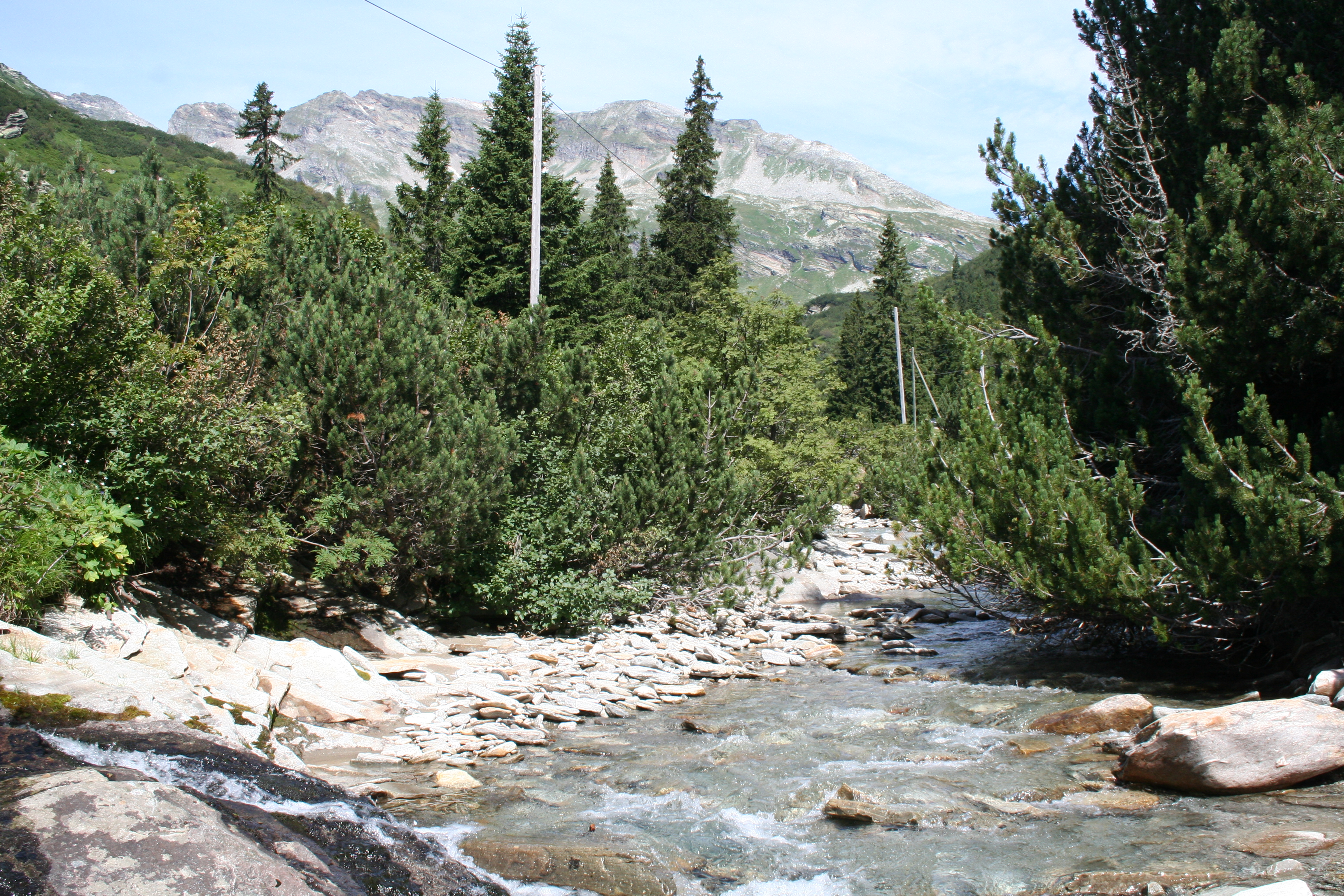
Moesa unterhalb des San-Bernardino-Passes
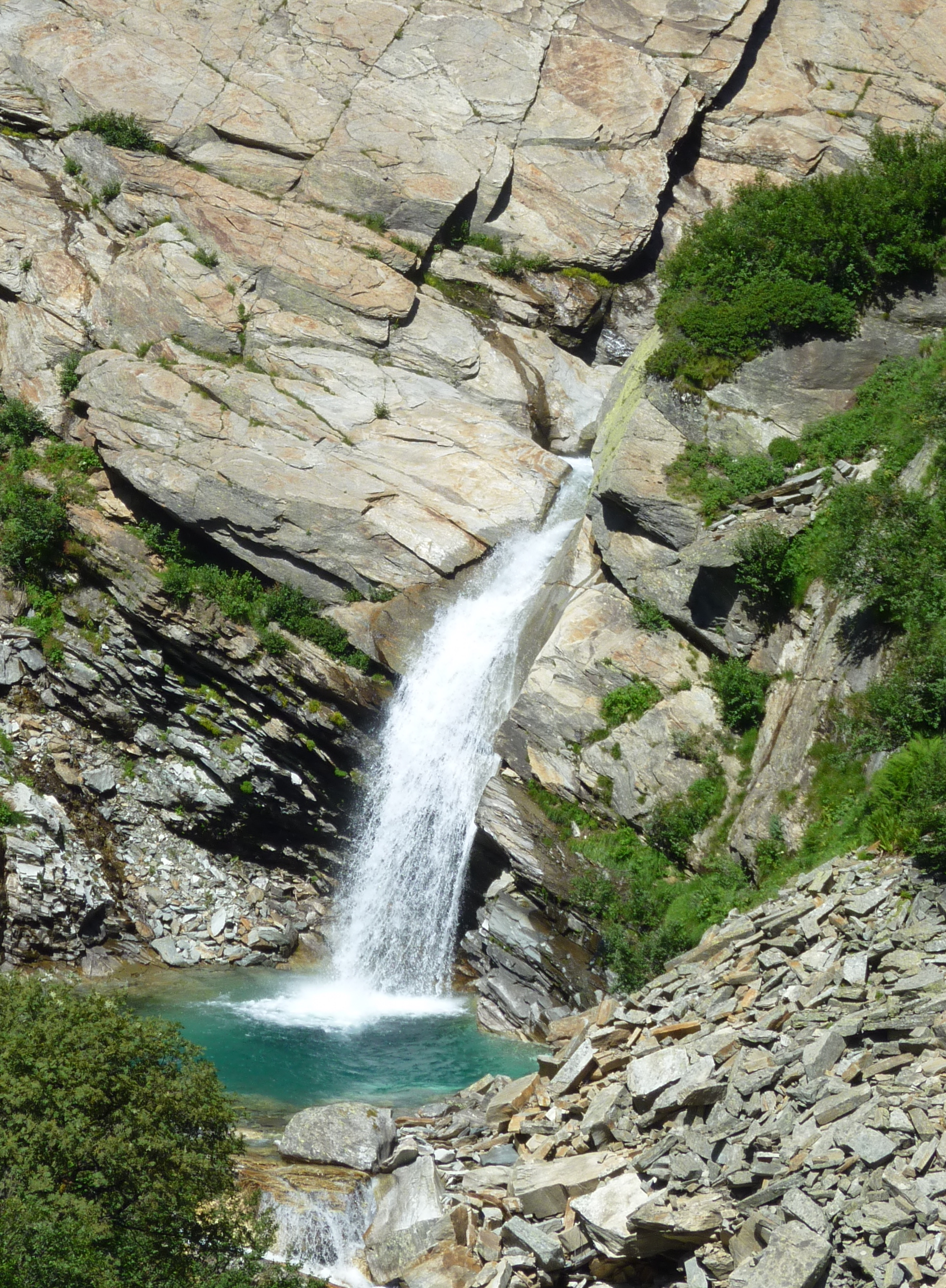
Wasserfall oberhalb San Bernardino
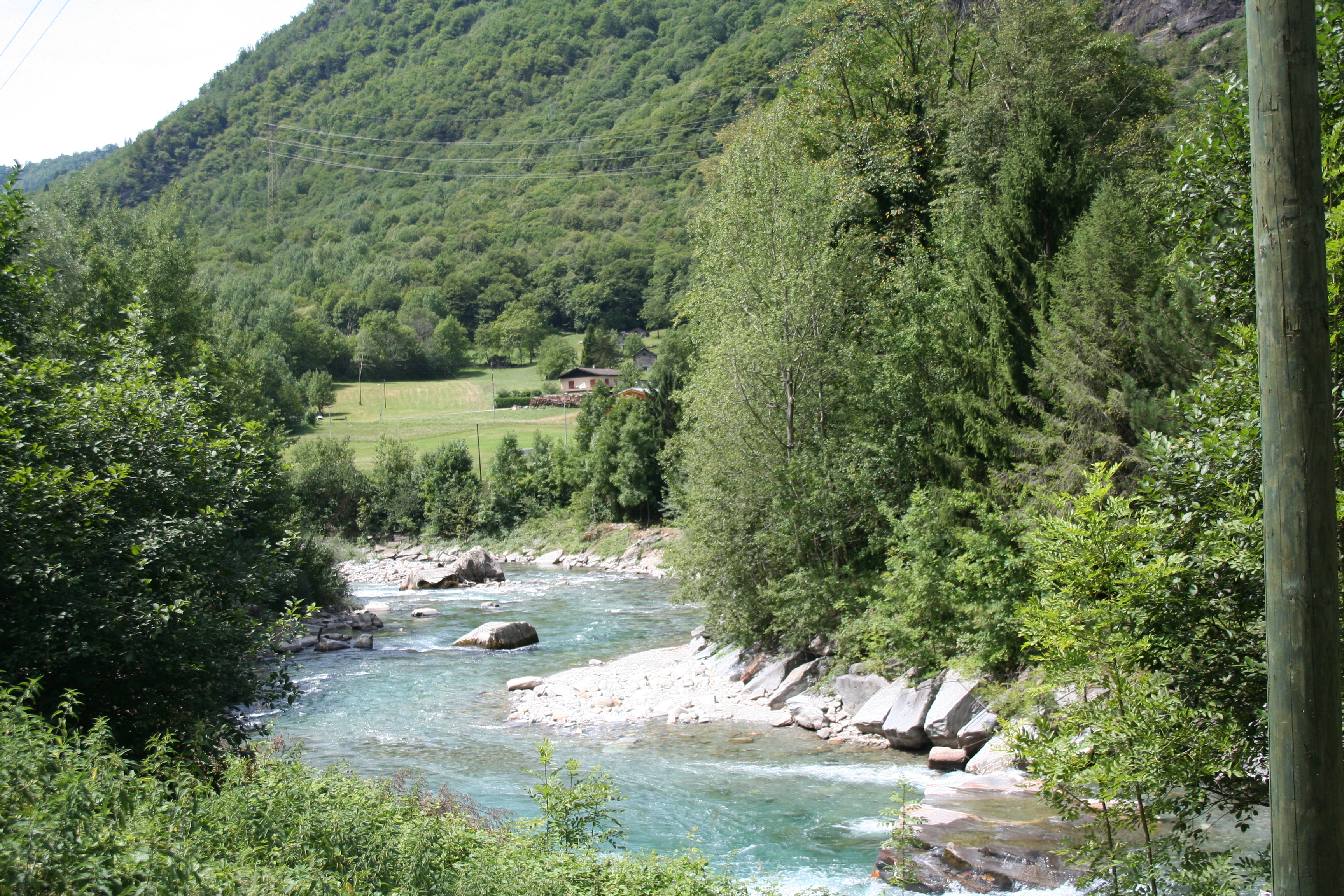
Bei Norantola
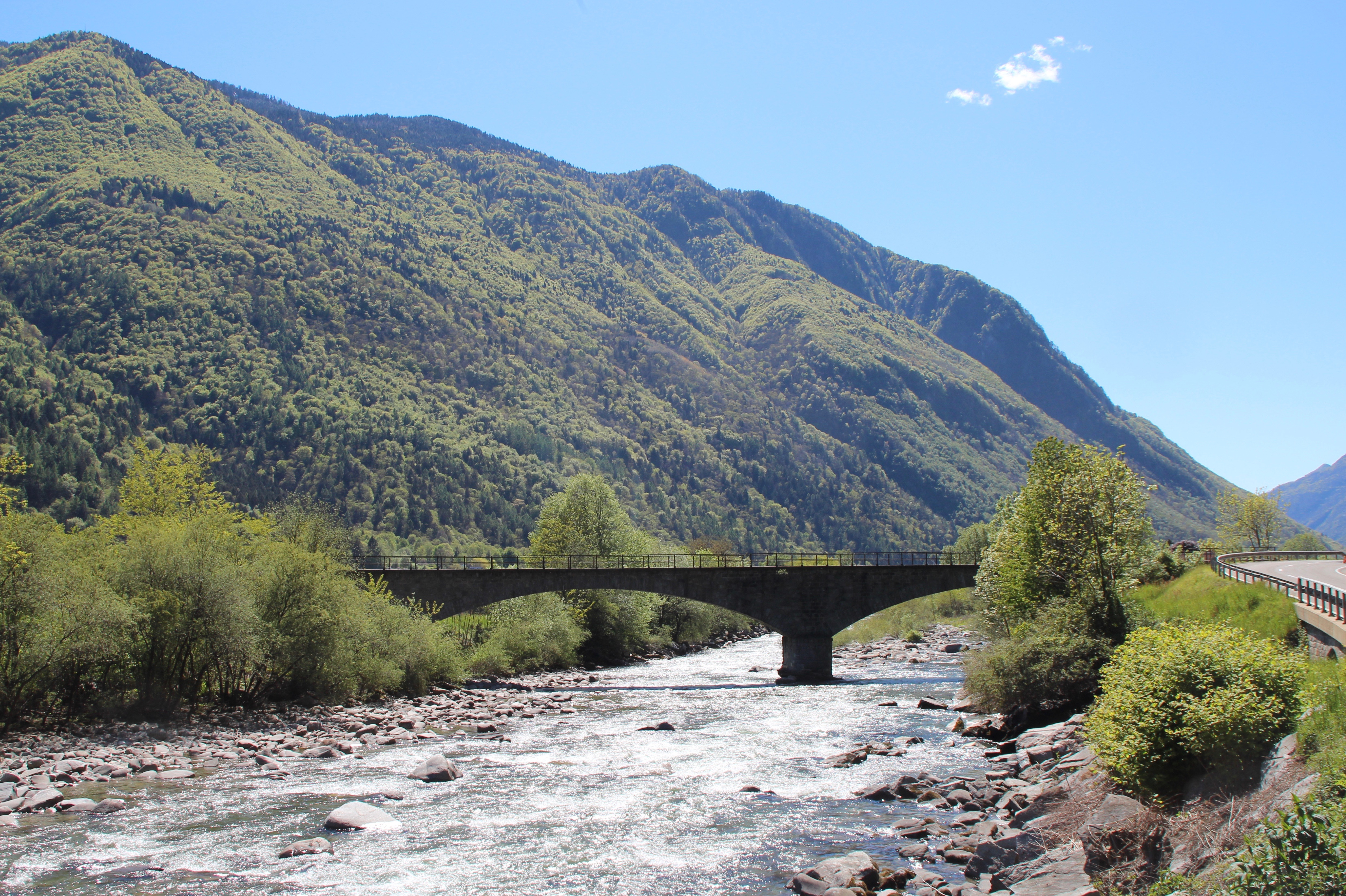
Bei Roveredo GR